# Перрісвілл (Індіана)
Перрісвілл (англ. Perrysville) — місто (англ. town) в США, в окрузі Вермільйон штату Індіана. Населення — 456 осіб (2020).

## Географія
Перрісвілл розташований за координатами 40°3′12″ пн. ш. 87°26′9″ зх. д. / 40.05333° пн. ш. 87.43583° зх. д. (40.053200, -87.435968).  За даними Бюро перепису населення США в 2010 році місто мало площу 0,66 км², уся площа — суходіл.

## Демографія
Згідно з переписом 2010 року, у місті мешкало 456 осіб у 184 домогосподарствах у складі 127 родин. Густота населення становила 690 осіб/км².  Було 208 помешкань (315/км²).
Расовий склад населення:
| - 98,2 % — білих - 0,4 % — чорних або афроамериканців - 0,2 % — азіатів |

До двох чи більше рас належало 1,1 %. Частка іспаномовних становила 0,2 % від усіх жителів.
За віковим діапазоном населення розподілялося таким чином: 25,0 % — особи молодші 18 років, 58,6 % — особи у віці 18—64 років, 16,4 % — особи у віці 65 років та старші. Медіана віку мешканця становила 40,2 року. На 100 осіб жіночої статі у місті припадало 83,9 чоловіків;  на 100 жінок у віці від 18 років та старших — 81,9 чоловіків також старших 18 років.
Середній дохід на одне домашнє господарство  становив 52 251 долар США (медіана — 39 706), а середній дохід на одну сім'ю — 60 256 доларів (медіана — 46 042). Медіана доходів становила 41 389 доларів для чоловіків та 35 288 доларів для жінок. За межею бідності перебувало 14,8 % осіб, у тому числі 22,9 % дітей у віці до 18 років та 2,4 % осіб у віці 65 років та старших.
Цивільне працевлаштоване населення становило 232 особи. Основні галузі зайнятості: виробництво — 25,9 %, освіта, охорона здоров'я та соціальна допомога — 20,7 %, роздрібна торгівля — 13,8 %, оптова торгівля — 10,8 %.